# 恩長
恩長（穆麟德轉寫：encang；18世纪？—1816年），觉尔察氏，满洲镶蓝旗人，清朝官员。
嘉庆七年十一月二十五，由安徽按察使升任广西布政使。嘉庆十一年八月十六，升任廣西巡撫。嘉庆十四年四月二十三（1809年6月5日），调任河南巡撫。